# Каколё

Каколё — кагоро (самоназвание), народ в Мали. Каколё живут дисперсно, смешанно с бамана и сонинке, в полосе от области Каарта до Сегу, особенно в области Каарта-Бине и в Гумбу. Близки к манинка Киты. Численность до 33 тыс. , подвергаются интенсивной ассимиляции со стороны бамана и сонинке (Охотина 1977: 132).

## Язык
Язык каколё бесписьменный группы манде нигеро-кордофанская семья. Большинство каколё двух- и трёхъязычны (бамана, сонинке), многие утратили родной язык, который находится под угрозой исчезновения (Андрианов 1964 : 75).

## Религия
Исповедуют ислам, большинство верующих мусульмане-сунниты,  небольшая часть сохраняет приверженность традиционным верованиям (Кирей 1983 : 19).

## Население

### Занятия
Подсечно-огневое земледелие (сорго, просо, также кукуруза, маниок, ямс, гомбо, арахис, дерево карите), а также скотоводство (овцы, козы, крупный рогатый скот). Хозяйство, социальная структура и культура мало отличаются от бамана  и восточных манинка.

### Социальная организация
Объединены в патрилинейные родственные группы — дьаму (Койта-Макалу, Фофана, Камара, Магаса, Магасуба, Ньакате), каждая из которых имеет общий для всех членов именной запрет — тотем(University of California 2000 : 43). Общество делится на касты: благородные и низшие — кузнецы, гриоты-сказители. Каколё состоят в отношениях « шуточного родства» с дьавамбе (дьогораме) (Smith 1974 : 61).